# Søren Marinus Jensen
Søren Marinus Jensen (n. 5 mai 1879, Skødstrup⁠(d), Regiunea Midtjylland, Danemarca – d. 6 ianuarie 1965) a fost un luptător ce a reprezentat Danemarca, medaliat olimpic. A participat la 2 ediții ale Jocurilor Olimpice (1908, 1912) în care a câștigat două medalii de bronz.